# Arbogóralek
Arbogóralek (Dendrohyrax) – rodzaj ssaków z rodziny góralkowatych (Procaviidae).

## Zasięg występowania
Rodzaj obejmuje gatunki występujące w wilgotnych lasach równikowych Afryki.

## Morfologia
Długość ciała 32–60 cm; masa ciała 1,7–4,5 kg.

## Systematyka
Rodzaj zdefiniował w 1868 roku angielski zoolog John Edward Gray w artykule poświęconym rewizji taksonomicznej gatunków z obrębu Hyrax, opartej na okazach w Muzeum Brytyjskiego, opublikowanym w czasopiśmie The Annals and magazine of natural history. Gray wymienił dwa gatunki – Hyrax arboreus A. Smith, 1827 i Hyrax dorsalis L. Fraser, 1854 – z których gatunkiem typowym jest (późniejsze oznaczenie) Hyrax arboreus A. Smith, 1827 (arbogóralek drzewny).

### Etymologia
Dendrohyrax: gr. δενδρον dendron ‘drzewo’; rodzaj Hyrax Hermann, 1783 (góralek).

### Podział systematyczny
Do rodzaju należą następujące występujące współcześnie gatunki:
| Grafika | Gatunek                    | Autor i rok opisu | Nazwa zwyczajowa    | Podgatunki         | Rozmieszczenie geograficzne | Podstawowe wymiary           | Status IUCN |
| ------- | -------------------------- | --- | ------------------- | ------------------ | --- | ---------------------------- | ----------- |
|         | Dendrohyrax dorsalis       | (L. Fraser, 1854) | arbogóralek szary   | 6 podgatunków      | zachodnia-środkowa Afryka, od górnej części Gwinei na wschód do południowo-zachodniego Sudanu Południowego i Ugandy (zalesione wyspy) oraz wyspa Bioko; zakres wysokości: 1500–3500 m n.p.m.                                                         | DC: 44–57 cm MC: 1,8–4,5 kg  | LC          |
|         | Dendrohyrax arboreus       | (A. Smith, 1827) | arbogóralek drzewny | 7 podgatunków      | wschodnia i południowa Demokratyczna Republika Konga, południowo-zachodnia Uganda, Rwanda, Burundi, Kenia, Tanzania, północno-wschodnia Angola, Zambia, Malawi, Mozambik i południowo-wschodnia Południowa Afryka; zakres wysokości: 0–4500 m n.p.m. | DC: 32–60 cm MC: 1,7–4,5 kg  | LC          |
|         | Dendrohyrax interfluvialis | Oates, Woodman, Gaubert, Sargis, Wiafe, Lecompte, Dowsett-Lemaire, Dowsett, Gonedelé Bi, Ikemeh, Djagoun, Tomsett & Bearder, 2021 |                     | gatunek monotypowy | znany tylko z obszaru między rzekami Wolta i Niger (południowo-wschodnia Ghana, południowe Togo, południowy Benin i południowo-zachodnia Nigeria) | DC: 50–55 cm MC: brak danych | NE          |
|         | Dendrohyrax validus        | F.W. True, 1890 | arbogóralek leśny   | 3 podgatunki       | południowa Kenia i północna Tanzania: Eastern Arc Mountains, Kilimandżaro, Meru i wybrzeża (włącznie z archipelagiem Zanzibarem); zakres wysokości: poniżej około 3500 m n.p.m.                                                                      | DC: 32–60 cm MC: 1,7–3 kg    | NT          |

Kategorie IUCN:  LC  – gatunek najmniejszej troski,  NT  – gatunek bliski zagrożenia;  NE  – gatunki niepoddane jeszcze ocenie.
Opisano również gatunek wymarły z miocenu Kenii:
- Dendrohyrax samueli Pickford, 2005